# Іммігрант (фільм)
«Іммігра́нт» (англ. The Immigrant, інші назви — Broke/A Modern Columbus/Hello, USA/The New World) — німий короткометражний кінофільм, знятий Чарлі Чапліном за контрактом з компанією Mutual. Прем'єра фільму відбулася 17 червня 1917 року.

## Сюжет
Една і її мати іммігрують в Нью-Йорк на пароплаві. Чарлі й Една знайомляться під час обіду.
Чарлі грає в кості з пасажирами корабля. Він виграє. Один з гравців краде гроші у хворої матері Едни. І ці гроші він програє Чарлі. Една виявляє, що їхні гроші вкрадені. Чарлі віддає їй всі свої гроші.
Пароплав прибуває в Нью-Йорк. Імміграційні служби починають перевірку документів у пасажирів. Вихід з палуби перекривають мотузкою, людей грубо відштовхують. Приходить імміграційний офіцер і грубо штовхає Чарлі, Чарлі штовхає його в зад.
Пізніше голодний Чарлі бродить по вулицях міста. Він хоче їсти, і в нього немає грошей. Він знаходить монету перед рестораном, кладе її в кишеню і заходить в ресторан. Але в його кишені діра, і монета залишається на вулиці. У ресторані він замовляє їжу і бачить там Едну. Вона плаче — у неї померла мати. Чарлі кличе її за свій стіл і теж замовляє їй боби. Але в неї немає грошей. П'ятеро офіціантів ногами б'ють відвідувача прямо в залі. Величезний офіціант (в його ролі Ерік Кемпбелл) б'є відвідувача по обличчю, і викидає його з ресторану. «Що трапилося?» — Запитує Чарлі. «У нього не вистачило 10 центів», — відповідає офіціант. В цей час за столик Чарлі й Едни сідає художник. Він хоче дати їм роботу. Художник розплачується за своє замовлення і залишає чайові. Цих чайових вистачає, щоб Чарлі розплатився за своє замовлення.
Чарлі веде Едну в мерію, щоб укласти шлюб.

## У ролях
- Чарлі Чаплін — іммігрант
- Една Первіенс — дівчина-іммігрантка
- Ерік Кемпбелл — головний офіціант
- Альберт Остін — відвідувач ресторану
- Генрі Бергман — художник

## Цікаві факти
- Сцена, в якій Чарлі штовхає в зад офіцера імміграційної служби, була доказом у справі проти Чапліна, заведеній Комісією з розслідування антиамериканської діяльності.
- Сам Чаплін з трупою Карно прибув на гастролі в США у вересні 1910 року на судні для перевезення худоби.
- В 1998 році фільм був поміщений у Національний реєстр фільмів.